# Movistar Open 1997 - Qualificazioni doppio
Le qualificazioni del doppio del Movistar Open 1997 sono state un torneo preliminare di tennis per accedere alla fase finale della manifestazione. I vincitori dell'ultimo turno sono entrati di diritto nel tabellone principale. In caso di ritiro di uno o più giocatori aventi diritto a questi sono subentrati i lucky loser, ossia i giocatori che hanno perso nell'ultimo turno ma che avevano una classifica più alta rispetto agli altri partecipanti che avevano comunque perso nel turno finale.
Le qualificazioni del doppio del torneo Movistar Open 1997 prevedevano 3 coppie partecipanti di cui una è entrata nel tabellone principale.

## Teste di serie
1. Diego del Río /  Mariano Puerta (ultimo turno)

1. Martin Rodriguez /  André Sá (Qualificati)

## Qualificati
1. Martin Rodriguez  /   André Sá

## Tabellone

### Legenda
| - Q = Qualificato - WC = Wild card - LL = Lucky loser | - ALT = Alternate - SE = Special Exempt - PR = Protected Ranking | - w/o = Walkover - r = Ritirato - d = Squalificato |

|  | Primo turno | Primo turno                   | Primo turno                   | Primo turno | Primo turno |  |  | Ultimo turno | Ultimo turno                 | Ultimo turno                 | Ultimo turno | Ultimo turno |  |
|  |             |                               |                               |             |             |  |  |              |                              |                              |              |              |  |
|  |             |                               |                               |             |             |  |  |              |                              |                              |              |              |  |
|  |             |                               |                               |             |             |  |  | 1            | Diego del Río Mariano Puerta | Diego del Río Mariano Puerta | 4            | 3            |  |
|  | 2           | Martin Rodriguez André Sá     | Martin Rodriguez André Sá     | 6           | 6           |  |  | 2            | Martin Rodriguez André Sá    | Martin Rodriguez André Sá    | 6            | 6            |  |
|  |             | Raul Valdes Juan-Felipe Yanez | Raul Valdes Juan-Felipe Yanez | 3           | 1           |  |  |              |                              |                              |              |              |  |